# 杨溪桥镇
杨溪桥镇，是中华人民共和国湖南省常德市桃源县下辖的一个乡镇级行政单位，镇人民政府驻杨溪桥，总面积192.18平方千米，总人口约为1.7万人左右（2017年）。
原為杨溪桥鄉。2017年2月，杨溪桥鄉與桃源縣另外4個鄉撤鄉設鎮，但保留各自的行政区域。

## 行政区划
杨溪桥乡下辖以下地区：
杨溪桥村、朝阳庵村、岩吾溪村、黄泥田村、羯羊铺村、铁山溪村、沙堤村和江里溪村。